# 244 (عدد)
244 هو عدد صحيح  طبيعي بين 243 و245

## في الرياضيات

### خصائص
- 244 عدد زوجي
- 244 عدد ناقص
- 244 عدد مضلعي (42 أضلاع-...)